# Homodes punctistriga
Homodes punctistriga là một loài bướm đêm trong họ Noctuidae.